# Sabljarka
Sabljarka (znanstveno ime Pelecus cultratus) je sladkovodna riba iz družine pravih krapovcev.

## Opis
Sabljarka ima bočno sploščeno telo, po katerem poteka jasno vida pobočnica, ki se začne pri repni plavuti in se nadaljuje po spodnjem delu trupa, nato pa pred prsno plavutjo zavije navzgor in se konča na višini oči. Na trbuhu ima značilen greben, ki daje videz ribe, ki spominja na sabljo. Na majhni glavi ima velike oči in značilno nadstojna usta. Prsne plavuti so dolge in koničaste, predrepna plavut je dolga, hrbtna pa je pomaknjena precej nazaj in se začenja šele na nasprotni strani predrepne plavuti.
Hrbet te ribe je olivno rjave barve, boki so srebrni, trbuh pa bele barve. Povprečno zraste od 20 do 30 cm, izjemoma pa lahko doseže celo dolžino med 50 in 60 cm. Spolno dozori med tretjim in petim letom starosti, samica pa odloži do 30.000 iker, ki prosto plavajo po vodi.
Značilno za ribe, ki imajo nadstojna usta je pobiranje hrane, ki plava na vodni gladini, poleg tega pa se sabljarke, predvsem tiste, ki živijo v somornici, harnijo tudi z manjšimi ribami. Mlade sabljarke se hranijo s planktonom in drugimi mikroskopskimi organizmi.

## Razširjenost in uporabnost
Sabljarke so ribe, ki živijo v jatah, lahko pa živijo v povsem sladkih vodah ali pa v somornici. Te ribe so razširjene v baltiških državah, večja populacija pa je razširjena v rekah, ki se izlivajo v Črno morje, Kaspijsko jezero in Aralsko morje. Občasno jo najdemo tudi v rekah Donavskega porečja. V Sloveniji so jo prvič ujeli leta 1982 v reki Muri.
Kjer je populacija sabljark velika predstavljajo gospodarsko pomembne ribe, ki jih lovijo z mrežami, ponekod pa iz njihovih lusk izdelujejo tudi umetne bisere. Potencialno jih ogroža onesnaževanje rek.
V Sloveniji je ta ribja vrsta izjemno redka, zaradi česar je tudi zavarovana in je ni dovoljeno loviti.